# 伯奇姆 (印第安納州)
伯奇姆（英語：Birchim）是位於美國印地安納州拉波特縣的一個非建制地區。該地的面積和人口皆未知。

## 地理
伯奇姆位於41°42′37″N 86°36′10″W / 41.71028°N 86.60278°W。